# こちら本池上署
『こちら本池上署』（こちらほんいけがみしょ）は、TBS系列の『ナショナル劇場』（後にパナソニック ドラマシアター→月曜ミステリーシアター）枠（毎週月曜日20:00 - 20:54、JST）で放送された日本のテレビドラマ。
原案は、たかもちげん作・やぶうちゆうき画の漫画『警察署長』。
『水戸黄門』と交代のシリーズドラマとして2002年から2005年の第5シリーズまで放送された。

## 概要
東京都南部にある警視庁麾下の架空の警察署・「本池上警察署」がドラマの舞台。本池上署長の椎名啓介（高嶋政伸）を中心に、本池上署の警察官、主人公の家族、犯罪と立ち向かう本池上署管内の地元住民の人間模様を描く。シナリオや主人公の周辺以外の殆どのキャラクターはドラマオリジナルの設定である。
ナショナル劇場枠は、『水戸黄門』や『大岡越前』、『江戸を斬る』など時代劇中心のドラマ枠だったが、1960年代は『七人の孫』など現代劇中心の枠だった。2001年10月から1クールで放送された『こちら第三社会部』から32年ぶりに現代劇の製作を復活し、本作はその第2弾としてスタート。最初のシリーズが好評だったことから、本作が『越前』に代わって『黄門』の新シリーズスタートまでの間（1クール）に放送されるシリーズとなった。高嶋にとっては『HOTEL』と並ぶライフワーク的ドラマシリーズでもあった。
第1シリーズから高嶋の娘役として加護亜依が出演し、第3シリーズからは中澤裕子が雑誌記者役で出演、さらに、高橋愛などモーニング娘。もゲストで出演するなど、ハロー!プロジェクトとも関わりのあるドラマでもある。
第1シリーズはナショナル劇場初のハイビジョン撮影作品で、本作品は全シリーズがハイビジョン撮影となっている。
原作漫画『警察署長』が終了し、同じく椎名が警視庁第一方面本部長に異動後のエピソードを描いた『警視正 椎名啓介』も連載終了、本作も第5シリーズ以降制作されていない。2011年4月から6月にかけて第1シリーズから第5シリーズまでの全シリーズがBS-TBSで再放送、以降も断続的に再放送されている。
2023年からは独立局でも再放送されており、TOKYO MX2で2023年1月4日から2月15日に全シリーズを放送。千葉テレビ放送で2023年6月12日から放送となっている。

## キャスト

### 本池上署員
椎名 啓介（しいな けいすけ・全シリーズ）
演 - 高嶋政伸
署長、警視正。東京大学法学部卒で国家公務員試験I種をトップで合格するも警察としては異例となる長年所轄の署長を務める。堂上、高杉とは同期。温和な性格で、署員達を暖かく見守り、相手の年齢を問わず常に敬語を使う。子煩悩。柔道六段。
地域住民との交流も多く、お祭りやゲートボールなどの地域イベントにも積極的に参加し、年長者からは「啓ちゃん」「啓坊」と呼ばれている。
青柳 十三（あおやぎ じゅうぞう・全シリーズ）
演 - 橋爪功
副署長、ノンキャリアの警視。よく俳句を口にする。度々ぎっくり腰になる。一男一女あり。恐妻家。
前島 恭平（まえじま きょうへい・全シリーズ）
演 - ベンガル
刑事課長兼生活安全課課長（第3シリーズからは刑事課長専任）。警視。自称、高校卒業後にしばらくの間アメリカの「カルフォルニア」に住んでいた。将棋が弱い。署内の喫茶室にツケをためている。一男一女あり。長男が浪人中。刑事課は窃盗犯、殺人、強盗などを担当する刑事一課と詐欺罪、知能犯、選挙違反などを担当する刑事二課に分かれている。生活安全課は違法飲食店や性風俗の取り締まり、少年犯罪・薬物犯罪などを担当。刑事は担当する事件が明確に分けられているが、本池上署ではそれほど厳密に分けていない。
篠田 吾郎（しのだ ごろう・第1・2・4・5シリーズ）
演 - 佐藤B作
刑事一課主任、巡査部長。元中学校の体育教師で生活指導係をしていた。卒業した生徒たちが不良グループや暴力団に入っていくのを見て、いてもたってもいられなくなり、生徒たちを救うには犯罪の温床を絶たないとダメだ、教え子を更生させたいと思い、警察官になった。一女あり。菊川の夫とかつてコンビを組んでいた。
菊川　→ 堂上 麻衣（どうがみ まい・第1-4シリーズ）
演 - 水野真紀
刑事二課係長、警部補。少年課での勤務経験があり、度々生活安全課の職務を命じられる。三年前に刑事だった夫を逃走中の犯人に撲殺され、その犯人探しに執念を燃やす。家族には一女がいる。第1シリーズの最終回でついに夫殺しの犯人を逮捕。後に堂上と再婚、堂上との間にも子供をもうけた。
関川 佑作（せきかわ ゆうさく・全シリーズ）
演 - 田口浩正
刑事一課主任。第5シリーズでは刑事二課の主任に転属。巡査部長。4月から本池上署の男子独身寮「本池上鷲和寮」の寮長になるが、寮員がルールを守らず好き勝手な行動をするので寮長として悩み、五月病になる。高校時代は野球部で在籍中に甲子園に出場したが、本人はスタンドで応援。
相馬 俊彦（そうま としひこ・全シリーズ）
演 - 池内万作
刑事二課巡査部長。大卒ノンキャリアで「ノンキャリアでもちゃんとやれるというところを見せたい、いつかトップになりたい、下積みの警察官の気持ちが分かるトップが増えないと」と思っている。いつも警部補昇任試験の勉強に余念がないが、昇任試験の会場へ向かう途中に偶然、慶弔盗の容疑者を見かけて逮捕するために試験を受けられなかった。昇任試験には4度不合格になっている。犬が苦手だった。目標は警部になること。新藤から手話を教わった。名前は原作に登場するキャリアの刑事課長代理から。
新藤 敦子（しんどう あつこ・全作）
演 - 知念里奈
刑事一課巡査。中国が大好きで、仕事にも役に立つと思い中国語の勉強をしている。中国への語学研修を経て組織犯罪対策課暴力団対策係の特別捜査官として本池上署に復帰。名前は原作に登場した警察事務職員から。
水木 健司（みずき けんじ・全シリーズ）
演 - 金子賢
地域課西池上駅前交番勤務から刑事一課に転属した新米刑事。父の失踪をきっかけに非行に走っていた頃、少年係だった菊川に世話になったことから警察官に。熱血漢で事情聴取ではやや暴力的な面がある。第5シリーズでは再会した父が病に倒れ、父の介護のために警視庁を退職、高知県警に採用され（所轄名不明）沖の島駐在所勤務の巡査部長に。名前は原作初期に登場した刑事から取られているが、人物像は水木の異動後に配属された前田吾郎のものも組み合わせて設定された。寮は相馬と相部屋。囮捜査では女装している。
堀内 純子（ほりうち じゅんこ・第1-2シリーズ）
演 - もたいまさこ
生活安全課少年係長、警部補。原作同様に通称「家事さん」。夫も警察官で警察学校の教官。四男あり。第3シリーズでは交通課に転属。
中井 あずさ（なかい あずさ・全作）
演 - 野波麻帆
美術短大出身で、子供が好きで子供たちに絵を教えたくて美術の教員になりたかったが、教員の空きがなかった。父は佐賀県の小さな島の駐在で、父の仕事、警察官が嫌いだったが後に警察官がすばらしいと思うようになり警察官になった。本蒲田署交通課から生活安全課少年係に配属され、似顔絵捜査官として活躍。第3シリーズ後半では本部の刑事部捜査一課特設現場資料班に栄転。その後、広域捜査課に異動になるが水木と共に生きる道を選び警視庁を退職、高知県警（所轄名不明）沖の島駐在所勤務の道に。名前は原作に登場する地域課の中村あずさから。自称、顔と性格とスタイルは良い。署内の喫茶室で勝手に前島のツケで飲食している。新藤とは仲が良い。
権藤 薫（ごんどう かおる・第3シリーズ）
演 - 村田雄浩
本部の刑事部捜査一課5係から異動してきた。刑事一課主任、巡査部長。かつて自分が逮捕し刑期を終えて出所してきた者に、情けをかけたことで部下が重傷を負い刑事を辞めることになったことから、仲間も自分も誰も信頼できなくなった。本池上署に来れば立ち直ることができると思い小山田が異動させた。離婚歴ありで娘が1人いる。
丸山 節子（まるやま せつこ・第3-5シリーズ）
演 - 銀粉蝶
ポストを退いた前島の後任の生活安全課課長、警部。生活安全課で青少年一筋20年。前島とは警察学校の同期でライバル。喫煙者で権藤を「薫ちゃん」と呼ぶ。
伊佐美 悠子（いさみ ゆうこ・第3シリーズ）
演 - 猫背椿
生活安全課主任、巡査部長。夫も警察官で、蒲田南警察署桜交番勤務の巡査。夫婦で同じ巡査部長への昇任試験を受けるが妻だけ合格したため、夫が巡査で妻が巡査部長ということで、夫婦仲がギクシャクしていた。
高杉 巴（たかすぎ ともえ・第4・5シリーズ）
演 - 佐藤藍子
多摩南署交通係から生活安全課少年係へ異動してきた。巡査。本池上署へ着任の前日の夜、ジョギング中の椎名を署長と知らず不審者として職務質問をしてしまった。兄は椎名、堂上の同期で、捜査情報を外部に漏洩しているとの疑惑があったが、小学生のときクリスマスイブの夜に交通事故で亡くなった。情報漏洩疑惑は事故死で謎のまま幕を閉じたが、事故には不審な点があり、兄に何があったのかを知りたくて警察官になった。
千葉 銀志郎（ちば ぎんしろう・第4・5シリーズ）
演 - 阿部薫
刑事一課巡査。着任初日にスリの被害に遭った。大学は商学部で簿記1級。学生時代は漫画好きで漫研に所属していたので署内で似顔絵作成をするようになる。漫画家志望だったが家業を継げと反対され諦めた。大手ホテルチェーンの御曹司。姉が4人いる。
滝沢 純（たきざわ じゅん・第4シリーズ）
演 - 成松慶彦
生活安全課所属。
山野 咲（やまの さき・第5シリーズ）
演 - 松本明子
刑事一課係長。警部補。2人の息子がいる。
竜崎 愛（りゅうざき あい・第5シリーズ）
演 - 金子昇
暴力団対策係から水木の後任で刑事一課に転属。巡査。女性のような名前なためか、『愛』と呼ばれるのを嫌う。
飛田 満ちる（ひだ みちる・第5シリーズ）
演 - 小倉優子
生活安全課の新米巡査。群集警備演習ではアイドルの小倉優子に扮した。高杉とコンビを組む事が多い。
古賀 大作（こが だいさく・第5シリーズ）
演 - 小島邦裕
生活安全課所属。

### 警視庁本部
堂上 洸一（どうがみ こういち・第1・2・4シリーズ）
演 - 伊原剛志
椎名と同期入庁かつ親友。第二方面本部長から刑事部参事官を経てFBIに出向。麻衣の前夫である菊川警部補の上司だった。菊川警部補の事件の捜査に関わる中で、菊川の妻であった麻衣の相談相手になった縁で交際を開始し後に結婚した。(共に再婚同士)。名前は堂本光一から。
鈴木 祐一郎（すずき ゆういちろう・全シリーズ）
演 - 岡本竜汰
捜査一課管理官、警視。キャリアであり、職種が違うにもかかわらずノンキャリアの小山田を信奉し、小山田が署に来る時には同行することが多い。通称、カバン持ちの鈴木。堂上の本部長時代にもしばしば同道していたが、信条が椎名に近かったためかあまり馬が合わなかった模様。横柄な態度が目立つ。
菊川 真之（きくかわ まさゆき・第1シリーズ）
演 - 比留間由哲
捜査一課係長で麻衣の前夫。連続強盗殺人事件の犯人に拳銃を奪われた上に殴打され殉職した。
小山田 進一（おやまだ しんいち・第2-5シリーズ）
演 - 西岡徳馬
堂上の後任として第二方面本部長を務める警視正。ノンキャリアの叩き上げ。椎名のやり方には一定の理解を示しつつも良い顔はしていない。

### 椎名家
岡本 敏江（おかもと としえ・全シリーズ）
演 - 星由里子
啓介の義母・英子の母。署長官舎に啓介達と同居し、多忙な英子の代わりに家事一切をこなす。
椎名 由美（しいな ゆみ・全シリーズ）
演 - 加護亜依
啓介の長女。中学生。第4シリーズから高校生に。よく父をからかう。
椎名 英子（しいな えいこ・第5シリーズ）
演 - 高橋由美子
啓介の妻。夫からは「英子さん」と呼ばれる。作家として活躍しており、取材で飛び回るか執筆で部屋に篭るかで滅多に顔を見せない。そのため第4シリーズまでは特定の役者が設定されていなかった。

### 味里
署員達の行きつけの小料理屋。
奥山 ゆり子（おくやま ゆりこ・全シリーズ）
演 - 伊藤榮子
女将。
笠松 しのぶ（かさまつ しのぶ・第3-5シリーズ）
演 - 清水めぐみ
仲居。副署長に「どこがしのぶ（忍）なんだよ、づけづけ物を言うくせに」と言われている。
佐伯 次郎（さえき じろう・全シリーズ）
演 - 田辺伸之助
板前。

### その他
宮本 憲一（みやもと けんいち・第1シリーズ）
演 - 大竹周作
毎朝新聞社会部記者。
町内会会長（全シリーズ）
演 - 城後光義
本池上町内会の会長。シリーズによって名前が違う。
元宮 すず（もとみや すず・第3-5シリーズ）
演 - 中澤裕子
出版社の編集担当社員。第3シリーズでは絵本担当で英子の担当として椎名家に頻繁に出入りしていた。第4シリーズでは情報誌担当に異動となり、情報誌の取材で本池上署に出入りしていた。
原 実咲（はら みさき・第3シリーズ）
演 - 杉林沙織
権藤の娘。父のことを毛嫌いしていたが、ある事件をきっかけに関係に変化が。椎名英子のファン。
小池 愛（こいけ あい・第3-5シリーズ）
演 - 村川敦子
署内にある喫茶室の店員。
東 恵理香（あずま えりか・第3-5シリーズ）
演 - 江口のりこ
丸山食堂の店員。
向井 晴子（むかい はるこ・第3・4シリーズ）
演 - 草村礼子
とある事件後に保護司となり内海陽介の保護司になる。
内海 陽介（うつみ ようすけ・第4シリーズ）
演 - 宮崎将
以前水木に逮捕され少年院を仮退院後、更生にはげんでいる。
内海 比沙子（うつみ ひさこ・第4シリーズ）
演 - 山口美也子
陽介の母。
山野 桜（やまの さくら・第5シリーズ）
演 - 野村昭子
咲の姑。特技はマッサージ。
山野 陸生（やまの りくお・第5シリーズ）
演 - 朝倉伸二
咲の夫。仕事で多忙な妻に代わって家事を担っている。

## スタッフ
- 原案 - たかもちげん・やぶうちゆうき「警察署長」講談社刊
- 音楽 - 本多俊之
- 技斗 - 岡田勝
- 技術協力 - フォーチュン、ジャパンヴィステック
- 美術協力 - アックス
- オープニングCG - マリンポスト（田中貴志）
- プロデューサー - 森下和清
- 製作 - テレパック、TBS

## 主題歌
- 第1シリーズ：藤木直人「涙のいろ」（ポニーキャニオン）
- 第2シリーズ：NANA KATASE「Shine」（avex trax）
- 第3シリーズ：COOL DRIVE「風向きはいつだって変わる」（東芝EMI）
- 第4シリーズ：スガシカオ「光の川」（オーガスタレコード）
- 第5シリーズ：THE ALFEE「100億のLove Story」（EXPRESS Virgin Music）

## 放送日程

### 第1シリーズ（2002年）
| 話数                                                        | 放送日        | サブタイトル     | ゲスト                                                                             | 脚本     | 演出     | 視聴率 |
| ----------------------------------------------------------- | ------------- | ---------------- | ---------------------------------------------------------------------------------- | -------- | -------- | ------ |
| 第1回                                                       | 2002年 7月8日 | 署長の三不思議   | 渡辺典子、掛田誠                                                                   | 横田与志 | 脇田時三 | 18.2%  |
| 第2回                                                       | 7月15日       | 盗まれた拳銃     | 渡辺典子、掛田誠、宮田早苗、あづみれいか                                           | 横田与志 | 脇田時三 | 14.1%  |
| 第3回                                                       | 7月22日       | ノゾキと父の記憶 | 宇津宮雅代、谷津勲、米倉斉加年、みやざこ夏穂、ぶっちゃあ                           | 横田与志 | 山内宗信 | 14.1%  |
| 第4回                                                       | 7月29日       | 時効24時間前の涙 | 深水三章、西尾まり、伊東貴明、田口主将                                             | 横田与志 | 山内宗信 | 16.9%  |
| 第5回                                                       | 8月5日        | 水木刑事失恋する | 保田圭、高橋元太郎、佐藤梨紗、関根大学、三谷悦代                                   | 伊藤崇   | 黒澤淳   | 15.2%  |
| 第6回                                                       | 8月12日       | 食い逃げ家族     | 高杢禎彦、安永亜衣、野仲イサオ、唐沢潤、猿島達吉：上田耕一                         | 横田与志 | 黒澤淳   | 15.4%  |
| 第7回                                                       | 8月19日       | 花火と副署長の涙 | 愛里、松金よね子、佐渡稔                                                           | 吉田弥生 | 池澤辰也 | 15.9%  |
| 第8回                                                       | 8月26日       | 父親を売った少年 | モロ師岡、松田敏幸、揚田あき、渋谷謙人                                             | 伊藤崇   | 池澤辰也 | 14.4%  |
| 第9回                                                       | 9月2日        | 女子高生禁断の罪 | 倉島初男：大鶴義丹、高杉瑞穂、高橋愛、芦田昌太郎                                   | 横田与志 | 黒澤淳   | 15.9%  |
| 第10回                                                      | 9月09日       | 刑事殺人犯逮捕   | 倉島初男：大鶴義丹、芦田昌太郎                                                     | 吉田弥生 | 池澤辰也 | 14.0%  |
| 最終回                                                      | 9月16日       | 9時間前の大逆転  | 倉島初男：大鶴義丹、神野道夫：石井洋祐、野川八代衣：鳥居しのぶ、鑑識課員：山上賢治 | 横田与志 | 黒澤淳   | 12.8%  |
| 平均視聴率 15.17%（視聴率は関東地区・ビデオリサーチ社調べ） |               |                  |                                                                                    |          |          |        |

### 第2シリーズ（2003年）
| 話数                                                        | 放送日         | サブタイトル | ゲスト                                                                                   | 脚本     | 演出       | 視聴率 |
| ----------------------------------------------------------- | -------------- | ------------ | ---------------------------------------------------------------------------------------- | -------- | ---------- | ------ |
| 第1回                                                       | 2003年 4月14日 | 署長降格?    | 青木堅治、花原照子、岩手太郎、新晋一郎                                                   | 横田与志 | 脇田時三   | 18.6%  |
| 第2回                                                       | 4月21日        | 被害者の傷跡 | 片瀬那奈、高杉瑞穂、三浦涼介                                                             | 吉田弥生 | 脇田時三   | 17.1%  |
| 第3回                                                       | 4月28日        | 記憶の中の父 | 車だん吉、清水あすか、東丘いずひ、伏見哲夫                                               | 伊藤崇   | 山内宗信   | 15.9%  |
| 第4回                                                       | 5月05日        | 疑心の張込み | 三沢浩二：小沢和義、横山あきお、小野田：飯田基祐、小松エミ                               | 横田与志 | 山内宗信   | 14.0%  |
| 第5回                                                       | 5月12日        | 心のかけ橋   | 清水ゆみ、REI、愛川裕子、山崎海童、大久保運                                              | 吉田弥生 | 黒澤淳     | 15.1%  |
| 第6回                                                       | 5月19日        | 私だれの子?  | 新克利、矢口真里、堀勉、森康子、小野敦子                                                 | 津軽海渡 | 黒澤淳     | 14.6%  |
| 第7回                                                       | 5月26日        | 寮長に最敬礼 | 堤大二郎、小市慢太郎、杉崎ひろや、大後寿々花、堀本能礼、野地将年、今泉舞                 | 横田与志 | 大久保智己 | 14.4%  |
| 第8回                                                       | 6月02日        | 副署長の恋人 | 美崎達也：黄川田将也、美崎真琴：池上季実子、山上賢治、江藤漢斉、手塚祐介                 | 伊藤崇   | 大久保智己 | 16.1%  |
| 第9回                                                       | 6月09日        | 黙秘をする男 | 的場浩司、湶尚子                                                                         | 横田与志 | 黒澤淳     | 16.3%  |
| 第10回                                                      | 6月16日        | 父親の遺伝子 | 木場勝己、山村紅葉、絵沢萠子、掛田誠、大原真理子、山本ふじこ、新井量大、須間一也、前原実 | 吉田弥生 | 黒澤淳     | 16.4%  |
| 第11回                                                      | 6月23日        | 狙え! 総監賞 | 紺野あさ美、斉藤暁、山崎大輔、野口郁美、樋口浩二、駒田健吾、内山森彦、萩原利映           | 櫻井武晴 | 大久保智己 | 17.1%  |
| 第12回                                                      | 6月30日        | 警察が嫌い!  | 金田拓三、小林元樹、伊藤幸純、堤大二郎                                                   | 横田与志 | 大久保智己 | 16.5%  |
| 第13回                                                      | 7月07日        | ママは17歳   | あいはら友子、山西道広、木村茜、藤澤志帆                                                 | 吉田弥生 | 池澤辰也   | 15.1%  |
| 第14回                                                      | 7月14日        | 署内大騒動!  | 加藤啓、橋沢進一、大関正義                                                               | 櫻井武晴 | 池澤辰也   | 15.5%  |
| 最終回                                                      | 7月21日        | 署長交替     | 伊藤昌一、川口真五、松永久仁彦、須部浩美                                                 | 横田与志 | 黒澤淳     | 14.9%  |
| 平均視聴率 15.84%（視聴率は関東地区・ビデオリサーチ社調べ） |                |              |                                                                                          |          |            |        |

### 第3シリーズ（2004年）
| 話数                                                        | 放送日         | サブタイトル | ゲスト                                                                                                 | 脚本     | 演出       | 視聴率 |
| ----------------------------------------------------------- | -------------- | ------------ | --- | -------- | ---------- | ------ |
| 第1回                                                       | 2004年 1月12日 | 警察官失格!  | 河原雅彦、三田あいり、原金太郎                                                                         | 横田与志 | 池澤辰也   | 15.0%  |
| 第2回                                                       | 1月19日        | 葬式サギ師   | 下川辰平、三波豊和、大河内浩、浅利陽介、須永慶、横山あきお、森康子、杉浦直樹                           | 吉田弥生 | 池澤辰也   | 15.2%  |
| 第3回                                                       | 1月26日        | どろぼう指南 | 左とん平、小橋賢児、政岡泰志、池谷のぶえ                                                               | 伊藤崇   | 大久保智己 | 15.9%  |
| 第4回                                                       | 2月02日        | 誤認逮捕!    | 宮地真緒、中野英雄、山中崇史、森下千里、千葉雅子、朝田帆香、樋渡真司、東丘いずひ、淺井孝行             | 横田与志 | 大久保智己 | 15.7%  |
| 第5回                                                       | 2月09日        | 職務質問の女 | いしのようこ、近藤芳正、甲本雅裕                                                                       | 櫻井武晴 | 池澤辰也   | 16.1%  |
| 第6回                                                       | 2月16日        | 結婚サギ師   | 池上季実子、西田健、鳥居しのぶ、山西惇、木村翠                                                         | 横田与志 | 杉村六郎   | 15.6%  |
| 第7回                                                       | 2月23日        | マーキング犯 | 金子貴俊、つちだりか、菅井きん、金野恵子、植田健                                                       | 福田卓郎 | 大久保智己 | 17.3%  |
| 第8回                                                       | 3月01日        | 強盗犯の脅迫 | 酒井敏也、原日出子、田中要次                                                                           | 宮村優子 | 池澤辰也   | 15.3%  |
| 第9回                                                       | 3月08日        | 刑事の観察眼 | ふとがね金太、浪花勇二、駒田健吾、本多晋、長谷川初範、長田奈麻、江口のりこ、森岡豊、真白由春、仮屋昌伸 | 櫻井武晴 | 杉村六郎   | 13.5%  |
| 第10回                                                      | 3月15日        | 時効7時間前  | 川久保拓司、草村礼子、高杉瑞穂、金田明夫                                                               | 吉田弥生 | 大久保智己 | 13.4%  |
| 最終回                                                      | 3月22日        | 刑事殉職     | 大村波彦、原日出子、丹古母鬼馬二、原金太郎                                                             | 横田与志 | 池澤辰也   | 11.9%  |
| 平均視聴率 14.99%（視聴率は関東地区・ビデオリサーチ社調べ） |                |              | |          |            |        |

### 第4シリーズ（2004年）
| 話数                                                        | 放送日          | サブタイトル     | ゲスト                                                                                               | 脚本     | 演出       | 視聴率 |
| ----------------------------------------------------------- | --------------- | ---------------- | --- | -------- | ---------- | ------ |
| 第1回                                                       | 2004年 10月11日 | 小さな目撃者     | 一條俊、迫田孝也、大滝明利、針原茂                                                                   | 宮村優子 | 脇田時三   | 13.0%  |
| 第2回                                                       | 10月18日        | 銃と自転車       | 渡辺哲、浅井江理名、久保晶、井上佳子、山崎海童、尾関伸嗣、柘植亮二、山岸拓生、寺部智英、柿丸美智恵   | 宮村優子 | 池澤辰也   | 12.1%  |
| 第3回                                                       | 11月01日        | 子連れ泥棒       | 増田由紀夫、糟谷健二                                                                                 | 伊藤崇   | 松原信吾   | 14.7%  |
| 第4回                                                       | 11月08日        | 信じるということ | 久保晶、せんだみつお、藤田哲也、笠原秀幸、川久保拓司                                                 | 櫻井武晴 | 松原信吾   | 12.9%  |
| 第5回                                                       | 11月15日        | 絶対音感の女     | 安藤希、金井勇太、中山克己、泉晶子、代田勝久、柿丸美智恵                                             | 宮村優子 | 池澤辰也   | 15.1%  |
| 第6回                                                       | 11月22日        | 幻のエース       | 金山一彦、山本龍二、隅野貞二、重水直人、小山剛志、小田豊                                             | 中島淳彦 | 池澤辰也   | 15.8%  |
| 第7回                                                       | 11月29日        | 消えた被害者     | 今福将雄、赤塚真人、大地泰仁                                                                         | 吉田弥生 | 川田理     | 14.3%  |
| 第8回                                                       | 12月06日        | 小学校荒らし     | 渡辺寛二、立原勇武、橋本悠一郎                                                                       | 福田卓郎 | 大久保智己 | 11.1%  |
| 第9回                                                       | 12月13日        | 孫と勝負師       | 野波麻帆、笠原秀幸、塩澤英真、神山繁、宮崎将                                                         | 宮村優子 | 大久保智己 | 11.6%  |
| 第10回                                                      | 12月20日        | 16年目の真実     | 野村祐人、高杉亘、山本ふじこ、波多江清、大田ななみ、谷和憲                                           | 宮村優子 | 池澤辰也   | 11.7%  |
| 最終回                                                      | 12月27日        | 幼子達のSOS!     | 宮下直紀、青山知可子、古川りか、笠菜月、野村昇史、伊藤修子、小島由利絵、中村みづほ、滝裕次郎、山本勝 | 宮村優子 | 池澤辰也   | 12.5%  |
| 平均視聴率 13.16%（視聴率は関東地区・ビデオリサーチ社調べ） |                 |                  | |          |            |        |

### 第5シリーズ（2005年）
| 話数                                                        | 放送日         | サブタイトル | ゲスト | 脚本       | 演出       | 視聴率 | 備考 |
| ----------------------------------------------------------- | -------------- | ------------ | --- | ---------- | ---------- | ------ | ---- |
| 第1回                                                       | 2005年 6月13日 | 銭湯籠城     | ダンカン、建みさと、田口主将、IZAM、石井愃一、お宮の松、田島絵里香、大窪晶、内藤もゆの、浜田大介、ダイヤモンド勝田、和泉ちぬ | 宮村優子   | 池澤辰也   | 13.1%  |      |
| 第2回                                                       | 6月20日        | 振り込め詐欺 | 吉野きみか、薬師寺保栄、稲宮誠、かんのひとみ、椿泰我                                                                         | 福田卓郎   | 池澤辰也   | 12.5%  |      |
| 第3回                                                       | 6月27日        | 本池上署爆破 | 結城しのぶ、原田大二郎、前園りさ、蒲生純一、七枝実、針原滋                                                                   | 平林幸恵   | 山内宗信   | 12.7%  |      |
| 第4回                                                       | 7月04日        | 盗まれた手口 | 渋谷琴乃、小沢和義、正名僕蔵、石井洋祐、江口のりこ、上杉陽一                                                                 | 櫻井武晴   | 山内宗信   | 14.3%  |      |
| 第5回                                                       | 7月11日        | 百日紅の花   | 岸本祐二、青木麻由子、土屋良太、桜井聖                                                                                       | 櫻井武晴   | 池澤辰也   | 11.9%  |      |
| 第6回                                                       | 7月18日        | 父娘の再会   | 坂本あきら、小向美奈子、屋根真樹                                                                                             | 伊藤崇     | 池澤辰也   | 10.2%  |      |
| 第7回                                                       | 7月25日        | 疑惑の窃盗犯 | 山崎樹範、ともさと衣、山本康平、松本彩友美                                                                                   | 伊藤崇     | 大久保智己 | 12.9%  |      |
| 第8回                                                       | 8月01日        | 殺人の予告状 | 中原丈雄、宝積有香、日向明子、眞島秀和、宇佐美なな、矢口聖来                                                                 | 土屋保文   | 大久保智己 | 12.2%  |      |
| 第9回                                                       | 8月08日        | 夢の二人三脚 | 加藤茶、湖映佳奈子、栗原玲央、高濱正朋                                                                                       | 小木曽豊斗 | 山内宗信   | 12.6%  |      |
| 第10回                                                      | 8月15日        | 伝説のスリ師 | 加藤武、井上晴美、清水萌々子、岡田正典、土平ドンペイ、山口祥行                                                               | 平林幸恵   | 山内宗信   | 12.2%  |      |
| 第11回                                                      | 8月22日        | 騒音の隣人   | 岡平健治、吉野紗香、千石規子、市川勇、手塚祐介、マイケル                                                                     | 中島淳彦   | 池澤辰也   | 11.5%  |      |
| 第12回                                                      | 8月29日        | 優しい嘘     | 遠野凪子、三船美佳、山田誉子、須永慶、武えり                                                                                 | 福田卓郎   | 池澤辰也   | 11.8%  |      |
| 第13回                                                      | 9月05日        | 幽霊タクシー | 山口果林、せんだみつお、伊東孝明、森脇英理子、前田吟、並樹史朗、笠兼三、古郡雅浩、松沢蓮                                     | 櫻井武晴   | 山内宗信   | 13.6%  |      |
| 最終回                                                      | 9月12日        | 秘密泥棒     | 黒田アーサー、奥田達士、安藤咲良、鈴木翔吾、海老名航一                                                                       | 宮村優子   | 池澤辰也   | 13.0%  |      |
| 平均視聴率 12.46%（視聴率は関東地区・ビデオリサーチ社調べ） |                |              | |            |            |        |      |

第4シリーズ第3回は当初、2004年10月25日に放送される予定だったが、日本シリーズ第4戦が台風上陸の影響で順延され、TBSが放映権を獲得した第7戦もこの日にずれ込んだため放送を休止し、予定より番組終了を1週遅らせて対応した。

## 関連書籍

### ノベライズ
- こちら本池上署（エンターブレイン 2003年7月）

### 絵本
英子が作中で描いた絵本がしいなえいこ名義で出版されている。
- オーロラのスカーフ （講談社 2004年2月 ISBN 4-06-212244-8）
- ハートのはな （キッズネット 2005年8月20日 ISBN 4-04-894339-1）

## その他
1992年に制作された『ジュニア・愛の関係』（フジテレビ）でも高嶋政伸が主演を務めたほか水野真紀、橋爪功、西岡徳馬もレギュラー出演した。